# Kosmos 321
O Kosmos 321 (em russo: Космос 321, significado Cosmos 321) também referenciado como DS-U2-MG nº 1, foi um satélite soviético de pesquisas da magnetosfera da terra. Foi construído pela Yuzhnoye Design Bureau e foi usado para investigar os pólos magnéticos da Terra. Foi lançado em 20 de janeiro de 1970 do Cosmódromo de Plesetsk, União Soviética (atualmente na Rússia), através de um foguete Kosmos-2L.
O Kosmos 321 foi o primeiro de dois satélites DS-U2-MG a serem lançados, sendo o outro o Kosmos 356. Ele foi operado em uma órbita com perigeu de 259 quilômetros (161 milhas), um apogeu de 417 km (259 mi), 70,9 graus de inclinação orbital e um período orbital de 91,3 minutos.  Ele completou as operações em 13 de março de 1970 antes de decair a partir da órbita e reentrar na atmosfera em 23 de março de 1970. 